# Dicranostigma fimbrilligerum
Dicranostigma fimbrilligerum là một loài thực vật có hoa trong họ Anh túc. Loài này được (Boiss.) C.H.An mô tả khoa học đầu tiên năm 1999.